# The Last Seduction
Ultima seducție (titlu original: engleză The Last Seduction) este un film thriller erotic american, care a fost produs în anul 1994 sub regia lui John Dahl.

## Acțiune
Clay, soțul femeii elegante Bridget Gregory, aduce acasă suma de  700.000 dollari, bani ce provin din comerțul cu stupefiante. Soțul un tip coleric își lovește soția, care l-a avertizat să fie mai prevăzător. În timp ce soțul ei este în baie, Bridget ia banii, părăsește pe Clay și orașul New York, îndreptându-se cu mașina spre  Chicago. La o stație de benzină este acostată de Mike Swale, care indignat de refuzul tinerei femei, începe să se laude cu calitățile lui bărbătești. Bridget șochează grupul de bărbați turmentati prin faptul că măsoară cu mâna mărimea bărbăției lui Mike și-l invită să petreacă noaptea împreună. Dimineața devreme femeia  după ce l-a sunat pe Frank Griffith, avocatul ei, dispare fără a-și lua rămas bun de la Mike. Avocatul o sfătuiește să aștepte și până ce nu este cu altul căsătorită, să nu investeze banii în acțiuni legale, deoarece soțul ei poate pretinde jumătate din suma de bani. Urmând sfatul avocatului ea înaintează divorțul și se angajează sub un nume schimbat, la o agenție de asigurări unde din întâmplare lucrează și Mike. Mike se despărțise de soția sa, Trish, astfel că Bridget și Mike au o relație extraconjugală, pe care caută să o tăinuiască față de colegii de serviciu. Posesorul banilor furați de  Bridget, execută presiuni asupra lui Clay, care reușește să stabilească locul de unde l-a sunat Bridget pe avocat. Detectivul angajat de Clay amenință pe Bridget cu pistolul, care-i face oferte erotice. Ea reușește să fugă, în timp ce detectivul începu-se să se dezbrace. Încercările ei de a cădea la o înțelegere cu Clay sunt zadarnice. Bridget reușește să scape de urmăritori, iar Mike este arestat fiind învinuit de uciderea lui Clay, pe când Bridget care este în posesia banilor, pleacă fericită cu un taximetru.

## Distribuție
- Linda Fiorentino: Bridget Gregory/Wendy Kroy
- Bill Pullman: Clay Gregory
- Peter Berg: Mike Swale
- J.T. Walsh: Avocat Frank Griffith
- Bill Nunn: Detektiv Harlan
- Walter Addison: Detektiv din Breston
- Serena/ Trish: nevasta lui Mike Swale
- Mik Scriba: Barman Ray
- Herb Mitchell: Bob Trotter
- Brien Varady: Chris
- Dean Norris: Shep
- Donna Wilson: Stacy